# San Juanita
San Juanita är en ort i Mexiko.   Den ligger i kommunen Nopala de Villagrán och delstaten Hidalgo, i den sydöstra delen av landet, 120 km nordväst om huvudstaden Mexico City. San Juanita ligger 2 279 meter över havet och antalet invånare är 409.
Terrängen runt San Juanita är huvudsakligen platt, men åt sydost är den kuperad. Terrängen runt San Juanita sluttar norrut. Runt San Juanita är det ganska glesbefolkat, med 47 invånare per kvadratkilometer. Närmaste större samhälle är Nopala de Villagran, 15,6 km öster om San Juanita. Trakten runt San Juanita består till största delen av jordbruksmark.